# Thamnophis unilabialis
Espèce
Synonymes
- Thamnophis rufipunctatus unilabialis Tanner, 1985

Statut de conservation UICN

 LC  : Préoccupation mineure
Thamnophis unilabialis est une espèce de serpents de la famille des Natricidae. 

## Répartition
Cette espèce est endémique du Mexique. Elle se rencontre au Sonora, au Chihuahua et au Durango.

## Description
Cette espèce est ovovivipare. 

## Publication originale
- Tanner, 1985 : Snakes of Western Chihuahua. Great Basin Naturalist, vol. 45, no 4, p. 615-676 (texte intégral).